# Regió eclesiàstica Sicília

Situació de Sicília a Itàlia

La regió eclesiàstica Sicília és una de les setze regions eclesiàstiques en què està dividit el territori de l'Església catòlica a Itàlia. El seu territori es correspon al territori de la regió administrativa Sicília de l'estat italià.

## Història
Segurament Sicília va ser una de les primeres províncies romanes que sentí el nom de Jesucrist per a la veu de l'apòstol dels gentils, sant Pau, que viatjant cap a Roma es va aturar a Siracusa durant tres dies. Així com la nova religió catòlica es va estendre ràpidament i va ser acceptada per tots, però, la persecució anticristiana va fer moltíssims màrtirs venerats llarg dels segles, el més famosos dels quals són inclouen Santa Àgata (patrona de Catània i de l'arxidiòcesi metropolitana) que va ser martiritzada a Catània el 250; Santa Llúcia (patrona de Siracusa i de la seu metropolitana) i Sant Eupli (co-patró de la ciutat) que patí martiri al 304. I així és que l'Església Catòlica va començar a fer sentir la seva influència en l'organització dels bisbats, l'erecció de monestirs, llocs de culte i centres d'estudi, fins a l'ocupació àrab, entre els segles IX i xi, refrenant l'intens treball apostolat a terme, i cancel·lant molts signes de la presència cristiana, però amb l'arribada dels normands, la regió es va reformar cultural i espiritualment (realitzat prèviament), i va ser promogut el renaixement de la fe catòlica transmesa pels Apòstols. D'aquesta manera, la religió catòlica, va gaudir d'anys de veritable esplendor i des de llavors ha portat a la construcció de meravellosos edificis sagrats (encara presents), l'ereció de santuaris vinculats a antics i nous cultes tots ells destinats a un propòsit, per glorificar el Crist ressuscitat. Començar a difondre les festes i cerimònies que expressen la profunda fe en Déu, seguint les directrius que van venir de Roma, on l'apòstol Pere va rebre el seu martiri al turó Vaticà i des d'on els seus successors guien l'Església Catòlica.

## La regió ecclesiàstica avui

### Sotsdivisions
Aquesta regió eclesiàstica està formada per 5 províncies eclesiàstiques i una eparquia, segons la següent articulació:
- Província eclesiàstica de l'arxidiòcesi de Palermo:
  - Arquebisbat de Palerm
  - Bisbat de Cefalù
  - Bisbat de Mazara del Vallo
  - Arquebisbat de Monreale (seu arxiepiscopal no metropolitana)
  - Bisbat de Trapani
- Província eclesiàstica de l'arxidiòcesi d'Agrigent:
  - Arquebisbat d'Agrigent
  - Bisbat de Caltanissetta
  - Bisbat de Piazza Armerina
- Província eclesiàstica de l'arxidiòcesi de Catània:
  - Arquebisbat de Catània
  - Bisbat d'Acireale
  - Bisbat de Caltagirone
- Província eclesiàstica de l'arxidiòcesi de Messina-Lipari-Santa Lucia del Mela:
  - Arquebisbat de Messina-Lipari-Santa Lucia del Mela
  - Bisbat de Nicosia
  - Bisbat de Patti
- Província eclesiàstica de l'arxidiòcesi de Siracusa:
  - Arquebisbat de Siracusa
  - Bisbat de Noto
  - Bisbat de Ragusa
- Seu eparquial immediatament subjecta a la Santa Seu:
  - Eparquia de Piana degli Albanesi

### Organigrama de la C.E.Si
- La seu de la C.E.Si es troba a Palerm.

Els membres principals de la Conferència episcopal siciliana són:
- President: Card. Paolo Romeo arquebisbe metropolità de Palerm i Primat de Sicília
- Vicepresident: Mons. Salvatore Gristina, arquebisbe metropolità de Catània
- Secretari general - Administrador: Mons. Carmelo Cuttitta, bisbe auxiliar de Palerm
- Secretari adjunt: Mons. Filippo Sarullo (del clergat de Palerm, rector de la parròquia de San Luigi Gonzaga II vicariato)

#### Delegats pels diversos sectors pastorals pel 2013/2017
La regió eclesiàstica té al seu càrrec totes les àrees de la vida pastoral un dels bisbes de la regió, de manera que la divisió de responsabilitats es converteixi en una major atenció pastoral i atenció:
- Doctrina de la fe i catequesi: Salvatore Muratore (bisbe de Nicosia)
- Litúrgia: Salvatore Pappalardo (arquebisbe metropolità de Siracusa)
- Caritat i salut: Francesco Montenegro (arquebisbe metropolità d'Agrigent)
- Laicat: Salvatore Gristina (arquebisbe metropolità de Catània)
- Seminaris i vocacions: Salvatore di Cristina (arquebisbe i abat emèrit de Monreale)
- Vida consacrada: Calogero La Piana (arquebisbe metropolità de Messina-Lipari-Santa Lucia del Mela)
- Clegat: Carmelo Cuttitta (bisbe auxiliar de Palerm)
- Familia i joventut: Calogero Peri (bisbe de Caltagirone)
- Ecumenisme i diàleg intereligiós: Antonino Raspanti (bisbe d'Acireale)
- Educació catòlica, cultura, escola i universitat: Michele Pennisi (arquebisbe de Monreale)
- Problemes socials, Treball, Justícia, Pau i Salvaguarda del Creat: Vincenzo Manzella (bisbe de Cefalù)
- Cultura i comunicacions socials: Antonio Staglianò (bisbe de Noto)
- Migrats: Domenico Mogavero (bisbe de Mazara del Vallo)
- Sosteniment econòmic de l'Església, béns culturals i edificis de culte: Paolo Urso (bisbe de Ragusa)
- Temps lliure, turisme i esport: Ignazio Zambito (bisbe de Patti)
- Afers grals de la Conferència Episcopal Siciliana: Carmelo Cuttitta (bisbe auxiliar de Palerm)

### Arquebisbes metropolitans al càrrec
- Card. Paolo Romeo, arquebisbe metropolità de Palerm
- Mons. Salvatore Pappalardo, arquebisbe metropolità de Siracusa
- Mons. Francesco Montenegro, arquebisbe metropolità d'Agrigent
- Mons. Salvatore Gristina, arquebisbe metropolità de Catània
- Mons. Calogero La Piana, arquebisbe metropolità de Messina-Lipari-Santa Lucia del Mela

### Arquebisbes no metropolitans al càrrec
- Mons. Michele Pennisi, arquebisbe i abat de Monreale

### Bisbes al càrrec
- Mons. Domenico Mogavero, bisbe de Mazara del Vallo
- Mons. Mario Russotto, bisbe de Caltanissetta
- Mons. Salvatore Muratore, bisbe de Nicosia
- Mons. Antonio Staglianò, bisbe de Noto
- Mons. Antonino Raspanti, bisbe d'Acireale
- Mons. Vincenzo Manzella, bisbe de Cefalù
- Mons. Ignazio Zambito, bisbe de Patti
- Mons. Calogero Peri, O.F.M.Cap., bisbe de Caltagirone
- Mons. Paolo Urso, bisbe de Ragusa
- Mons. Pietro Maria Fragnelli, bisbe de Trapani
- Mons. Rosario Gisana, bisbe de Piazza Armerina

### Bisbes auxiliars
- Mons. Carmelo Cuttitta, bisbe auxiliar de Palerm

### Arquebisbes i bisbes emèrits de Sicilia, vius
- Card. Salvatore De Giorgi, arquebisbe metropolità emèrit de Palerm
- Mons. Pio Vittorio Vigo, arquebisbe, títol personal, emèrit d'Acireale
- Mons. Giuseppe Costanzo, arquebisbe metropolità emèrit de Siracusa
- Mons. Luigi Bommarito, arquebisbe metropolità emèrit de Catània
- Mons. Giovanni Marra, arquebisbe metropolità emèrit de Messina
- Mons. Ignazio Cannavò, arquebisbe metropolità emèrit de Messina
- Mons. Carmelo Ferraro, arquebisbe emèrit d'Agrigent
- Mons. Salvatore Cassisa, arquebisbe emèrit de Monreale
- Mons. Salvatore de Cristina, arquebisbe i abat emèrit de Monreale
- Mons. Emanuele Catarinicchia, bisbe emèrit de Mazara del Vallo
- Mons. Rosario Mazzola, bisbe emèrit de Cefalù
- Mons. Giuseppe Malandrino, bisbe emèrit de Noto
- Mons. Francesco Sgalambro, bisbe emèrit de Cefalù
- Mons. Francesco Micciché, bisbe emèrit de Trapani
- Mons. Sotìr Ferrara, eparca emèrit de Piana degli Albanesi

### Bisbes nats, o residents de Sicilia
- Mons. Vincenzo Bertolone, arquebisbe metropolità de Catanzaro-Squillace
- Mons. Mariano Crociata, bisbe de Latina-Terracina-Sezze-Priverno, abans bisbe de Noto
- Mons. Vito Rallo, arquebisbe titular d'Alba, primer nunci apostòlic a Burkina Faso i Níger
- Mons. Giuseppe Leanza, arquebisbe titular de Lilibeo, nunci apostòlic a la República Txeca
- Mons. Ercole Lupinacci, eparca emèrit de Lungro, abans eparca de Piana degli Albanesi
- Mons. Antonino Migliore, bisbe de Coxim (Brasil)
- Mons. Vittorio Luigi Mondello, arquebisbe emèrit de Reggio Calabria-Bova, abans bisbe de Caltagirone
- Mons. Mario Paciello, bisbe emèrit de Altamura-Gravina-Acquaviva delle Fonti
- Mons. Salvatore Paruzzo, bisbe de Ourinhos (Brasil)
- Mons. Alfio Rapisarda, arquebisbe titular de Canne, nunci apostòlico emèrit a Portugal
- Mons. Giorgio Scarso, O.F.M.Cap., bisbe emèrit de Patos de Minas (Brasil)
- Mons. Giambattista Diquattro, arquebisbe titular de Giromonte, nunci apostòlic a Bolívia
- Mons. Giuseppe Sciacca, secretari adgjunt del Suprem Tribunale de la Signatura apostòlica
- Mons. Santo Rocco Gangemi, arquebisbe titular d'Umbriatico, nunci apostòlic a Guinea i Mali
- Mons. Rosario Saro Vella, S.D.B., bisbe d'Ambanja (Madagascar)

### Comissió episcopal per la Facultat Teològica de Sicília
President:
- Card. Paolo Romeo, arquebisbe metropolità de Palerm i Primat de Sicília

Membres:
- Mons. Salvatore de Cristina, arquebisbe i abat de Monreale
- Mons. Salvatore Gristina, arquebisbe metropolità de Catània
- Mons. Calogero La Piana, arquebisbe metropolità de Messina-Lipari-Santa Lucia del Mela
- Mons. Antonio Staglianò, bisbe de Noto
- Dom Salvatore Leonarda, O.S.B.

### Tribunal eclesiàstic regional
Moderador:
- Card. Paolo Romeo, arquebisbe metropolità de Palerm i Primat de Sicília

## Diocesis sicilianes suprimides
- Bisbat de Carini
- Bisbat de Lentini
- Bisbat de Lilibeo
- Bisbat de Taormina
- Bisbat de Termini Imerese
- Bisbat de Tindari
- Bisbat de Tricala
- Bisbat de Troina